# کاناگا، اوهایو
کاناگا (به انگلیسی: Kanauga) یک منطقهٔ مسکونی در ایالات متحده آمریکا است که در اوهایو واقع شده‌است. کاناگا ۰٫۸۳ کیلومتر مربع مساحت و ۱۷۵ نفر جمعیت دارد و ۱۷۳٫۷۴ متر بالاتر از سطح دریا واقع شده‌است.